# Schulduitsluitingsgrond
Een schulduitsluitingsgrond is in het recht een grond waardoor de schuld aan een bepaalde feitelijke handeling ontbreekt. De schulduitsluitingsgrond komt zowel voor in het strafrecht als in het burgerlijk recht. 

## Schulduitsluitingsgrond in het Nederlandse strafrecht
Schulduitsluitingsgronden in het Nederlandse strafrecht zijn te vinden in art. 39 t/m 43 Wetboek van Strafrecht (Sr). Een succesvol beroep op een van deze gronden ontneemt de daad niet haar strafbaarheid, maar verontschuldigt de dader van zijn gedrag. Dit ter onderscheiding van rechtvaardigingsgronden, die bijv. beletten dat een tandarts zich bij zijn normale werk schuldig maakt aan mishandeling. Schulduitsluitingsgronden en rechtvaardigingsgronden zijn beide strafuitsluitingsgronden. 
De wettelijke schulduitsluitingsgronden zijn: ontoerekeningsvatbaarheid, overmacht, en noodweerexces, uitvoering van een wettelijk voorschrift, en een onbevoegd gegeven ambtelijk bevel. 
Bijvoorbeeld een jongen die jarenlang door zijn vader werd mishandeld, op een avond door lawaai wakker werd, vervolgens zijn vader en broer vechtend aantrof, en moeder die bewusteloos op de grond lag, waardoor de jongen gezien de optredende bewustzijnsvernauwing, niet rationeel kon denken. Hij kon daarom zijn vader niet tegenhouden, waarna zijn broer overleed - de rechter oordeelde dat een beroep op psychisch overmacht gegrond is. Als de rechter de dader in gelijke stelt dan is de rechtuitspraak die volgt ontslag van alle rechtsgevolg, niet vrijspraak. Wat de rechter overigens nog wel kan doen, is een maatregel opleggen (bijvoorbeeld tbs).
Bij de beoordeling of er sprake is van een strafbaar feit hanteert men binnen het strafrecht vier voorwaarden:
1. Menselijke gedraging
2. Delictsomschrijving
3. Wederrechtelijkheid
4. Verwijtbaarheid

Schuld is in dit geval synoniem aan het vierde element, verwijtbaarheid. Tevens is het mogelijk dat schuld in de delictsomschrijving (DO) is opgenomen, maar dan kan men geen beroep doen op een schulduitsluitingsgrond, het is dan namelijk al inbegrepen bij de kwalificatie aan de delictsomschrijving. Indien schuld niet in de DO is opgenomen, dan is beroep op een schulduitsluitingsgrond mogelijk. Wanneer de dader met succes een beroep doet op een schulduitsluitingsgrond, dan is de vierde voorwaarde van de beoordeling van strafbaarheid niet aanwezig, en kan een dader niet veroordeeld worden - geen straf zonder schuld.

### Artikel 50 Wetboek van Strafrecht
De persoonlijke omstandigheden waardoor de strafbaarheid uitgesloten, verminderd of verhoogd wordt, komen bij de toepassing van de strafwet alleen in aanmerking ten aanzien van die dader of medeplichtige wie zij persoonlijk betreffen. (Sr 37 e.v., 47 lid 2, 49)

#### Wettelijke schulduitsluitingsgronden
We onderscheiden binnen het Nederlandse strafrecht vier wettelijke schulduitsluitingsgronden, namelijk:
- Ontoerekenbaarheid: 'Niet strafbaar is hij die een feit begaat, dat hem wegens de gebrekkige ontwikkeling of ziekelijke stoornis van zijn geestvermogens niet kan worden toegerekend.' art. 39 Sr.
- Psychisch Overmacht: 'Niet strafbaar is hij die een feit begaat waartoe hij door overmacht is gedrongen.' art. 40 Sr.
- Noodweerexces: 'Niet strafbaar is de overschrijding van de grenzen van noodzakelijke verdediging, indien zij het onmiddellijk gevolg is geweest van een hevige gemoedsbeweging, door de aanranding veroorzaakt.' art. 41 lid 2 Sr.
- Onbevoegd ambtelijk bevel: 'Een onbevoegd gegeven ambtelijk bevel heft de strafbaarheid niet op, tenzij het door de ondergeschikte te goeder trouw als bevoegd gegeven werd beschouwd en de nakoming daarvan binnen de kring van zijn ondergeschiktheid was gelegen.' art. 43 lid 2 Sr.

#### Ongeschreven schulduitsluitingsgronden
Tevens kent het Nederlandse strafrecht een ongeschreven schulduitsluitingsgrond, namelijk afwezigheid van alle schuld (avas), welke met het Melk en water-arrest (1916) in de rechtspraak is geïntroduceerd.
In dit arrest werd de «requirant als schuldig aan [...] melk doen afleveren onder de benaming volle melk indien daaraan [water] is toegevoegd.» Maar de knecht handelde in opdracht van zijn baas en wist zelf niet dat de afgeleverde melk met water was aangelengd, daarom ontbrak alle schuld. 
De schulduitsluitingsgrond 'afwezigheid van alle schuld' kan bestaan uit dwaling ten aanzien van de feiten, dwaling ten aanzien van het geldende recht (rechtsdwaling), verontschuldigbare onmacht en het betrachten van de maximaal te vergen zorg.

### Schulduitsluitingsgrond in het civiele recht
Ook bij de beoordeling van de onrechtmatige daad in het Nederlandse privaatrecht kan er sprake zijn van een schulduitsluitingsgrond. Wanneer op grond van een schulduitsluitingsgrond schuld in de zin van artikel 6:162 lid 3 Burgerlijk Wetboek ontbreekt, kan op die grond geen onrechtmatige daad worden vastgesteld.

## Schulduitsluitingsgrond in het Belgische strafrecht
De schulduitsluitingsgronden zijn omstandigheden waardoor de dader geen verwijt treft, alhoewel er sprake is van een misdrijf. De dader wordt als het ware van zijn schuld ontheven.

### Toepasbaarheid
Deze omstandigheden hebben betrekking op de persoon en niet op het feit.

### Soorten

#### (a) Overmacht of dwang
Artikel 71 Strafwetboek stelt dat er niet van een misdrijf wordt gesproken wanneer de dader (...) gedwongen werd door een macht die hij niet heeft kunnen weerstaan. 
Voorwaarden:
- uitschakeling van de vrije wil (m.a.w. geen keuze hebben)
- een uitwendige, onvermijdbare en onvoorzienbare dwang
- geen sprake van eigen fout of nalatigheid (bijvoorbeeld dronken zijn)

Indien deze schulduitsluitingsgrond niet van toepassing kan zijn, wordt er vaak uitlokking als verschoningsgrond aangevoerd.

#### (b) Dwaling of onwetendheid
Bij dwaling heeft de dader zich vergist of heeft hij een verkeerd begrip wat betreft de onwettigheid van het feit. Bij onwetendheid is er een totale afwezigheid van inzicht omtrent de strafbaarheid van de gedraging.
De loutere goede trouw volstaat in principe niet om een dwaling op te leveren. Er moet aangetoond worden dat deze onoverwinnelijk is, m.a.w. dat de dader geen fout heeft begaan bij zijn vergissing.
Er zijn twee soorten:
- rechtsdwaling of rechtsonwetendheid

heeft betrekking op het bestaan van de strafwet of op de betekenis/draagwijdte van die wet; dader vergist zich over de strafbaarheid van de gedraging, doordat hij niet weet dat de gedraging strafbaar is, of doordat hij zich vergist over de draagwijdte van de strafbaarstelling
- feitelijke dwaling of onwetendheid omtrent de feiten

heeft betrekking op de feitelijke omstandigheden; dader is wel op de hoogte van de strafbaarstelling, maar meent dat het niet toepasselijk is op zijn gedraging